# 곡성역
곡성역(Gokseong station, 谷城驛)은 전라남도 곡성군 곡성읍에 있는 전라선의 철도역이다. 하루에 상행 6회, 하행 6회, 총 12회 KTX와 ITX-새마을, ITX-마음, 무궁화호 모든 여객열차가 정차한다. 이설되기 전의 역사는 읍에서 상당히 떨어져 있었고, 곡성군에 위치하나, 곡성읍이 아닌 오곡면에 위치하고 있었다. 역이 이설되면서 읍내에 가까워지고 접근성이 개선되었으며 역과 지명의 일치가 이루어진 특이한 사례라고 할 수 있다. 옛 역사는 섬진강 기차마을 곡성역으로 바뀌었다. 인천국제공항 착발 KTX가 운행될 당시에는 상행선은 통과하고 하행선만 한정적으로 정차하였다. 2023년 9월 1일부터 전라선 개통으로 SRT가 정차하고 있다.

## 연혁
- 1933년 10월 15일 : 곡성군 오곡면 오지리에서 영업 개시
- 1999년 2월 25일 : 전라선 복선화 완료와 함께 현 위치로 역사 이설
- 2009년 10월 31일 : 화물 취급 중지[1]
- 2011년 10월 5일 : KTX 운행 개시
- 2013년 12월 13일 : 남도해양열차 정차 개시
- 2014년 6월  1일 : ITX-새마을 운행 개시
- 2016년 12월 9일 : 누리로 운행개시
- 2018년 6월 30일 : 누리로 운행 종료
- 2018년 7월 1일 : 충북선 누리로 재운행으로 전라선 1501,1512열차는 무궁화호로 변경 운행 개시
- 2023년 9월 1일 : ITX-마음 운행 개시
- 2023년 9월 1일 : SRT 정차 개시

## 곡성역 정차 KTX 열차번호
하루에 상행 6대, 하행 8대, 총 14대가 정차한다.
상행: 504, 510, 514, 518, 520, 542(토일), 544(토일), 584
하행: 505, 507, 511, 515, 521, 581

## 역 구조
승강장은 2면 4선의 쌍섬식 승강장으로 운용된다. KTX 정차역 중 정동진역과 같이 육교나 지하도 없이 선로를 직접 건너서 역사와 승강장 사이를 이동해야 하는 둘뿐인 역이다.

### 승강장
| ↑ 남원          |
| １２ \| ３４ \| |
| 구례구 ↓        |

| 1 | 전라선 | 사용하지 않음                                                |
| 2 | 전라선 | 남원 · 천안 · 수원 · 용산 · 수서 · 행신 · 서대전 · 서울 방면 |
| 3 | 전라선 | 순천 · 여수엑스포 방면                                       |
| 4 | 전라선 | 사용하지 않음                                                |

## 역 주변
- 섬진강 기차마을 : 역에서 약 1km 정도 떨어져 있다.
- 곡성읍내
- 곡성버스터미널 : 도보 약 8분

## 인접한 역
| 전라선         | 전라선                 | 전라선                 |
| -------------- | ---------------------- | ---------------------- |
| 남원 행신 방면 | KTX 전라선             | 구례구 여수엑스포 방면 |
| 남원 용산 방면 | KTX 전라선 서대전 경유 | 구례구 여수엑스포 방면 |
| 남원 수서 방면 | SRT 전라선             | 구례구 여수엑스포 방면 |
| 남원 용산 방면 | ITX-새마을 전라선      | 구례구 여수엑스포 방면 |
| 남원 용산 방면 | ITX-마음 전라선        | 구례구 여수엑스포 방면 |
| 남원 용산 방면 | 무궁화 전라선          | 구례구 여수엑스포 방면 |
| 남원 서울 방면 | 남도해양열차           | 구례구 여수엑스포 방면 |